# Sequestration säkularisierter Stifter in Schwäbisch-Österreich 1803 bis 1805

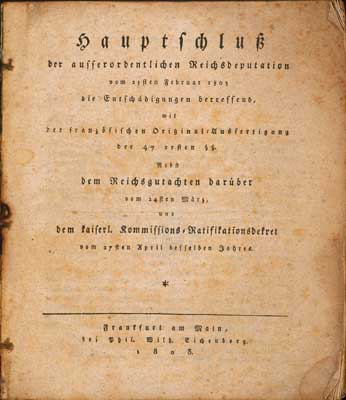
Titelseite des Reichsdeputationshauptschlusses vom 25. Februar 1803

Mit dem Reichsdeputationshauptschluss (RDHS) vom 25. Februar 1803 wurden sämtliche Stifte im Heiligen Römischen Reich säkularisiert, um mit dem Kirchenbesitz die auf dem linken Rheinufer depossedierten Reichsfürsten und -grafen zu entschädigen. Grundsätzlich galt das in § 36 RDHS Gesagte: „Die namentlich und förmlich zur Entschädigung angewiesenen Stifter, Abteien und Klöster…gehen überhaupt an ihre neuen Besitzer mit allen Gütern, Rechten, Kapitalien und Einkünften, wo sie auch immer gelegen sind, über.“

## Das Epavenrecht
Auf Anraten seines Staatsvizekanzlers Graf Johann Ludwig von Cobenzl hatte Kaiser Franz II. diesen Artikel (§ 36) jedoch nicht in seine Ratifikation des Reichsdeputationshauptschlusses vom 27. April 1803 einbezogen und machte für alle unter österreichischer Landeshoheit gelegenen Güter der aufgehobenen Stifte das „droit d’épaves“ geltend. Dieses Epavenrecht ging davon aus, dass das „ius circa sacra et politica“ dem Landesherrn erlaube, Rechte und Besitzungen erloschener geistlicher Fundationen innerhalb seines eigenen Territoriums als heimgefallen zu betrachten und frei über sie zu verfügen. Bereits am 23. März 1803 hatte Kaiser Franz II. 19 säkularisierte Stifte in Schwaben besetzen lassen und der neuen Schwäbisch-Österreichischen Landesstelle in Günzburg unterstellt.

## Ausnahmen vom Epavenrecht
Dieser Grundsatz wurde im Fall des Kurfürsten von Pfalzbayern, der Fürsten von Bretzenheim und von Dietrichstein, des Grafen von Metternich und des Grafen von Plettenberg aus offensichtlicher politischer Rücksichtnahme nicht angewendet. Auch der neue Besitz des Markgrafen, nunmehr Kurfürsten von Baden, wurde nicht konsequent sequestriert: die bischöflich-konstanzische Herrschaft Stahringen, die Vogteien Münchhöf (die Orte Münchhöf, Blumhof, Frauenberg, Dornsberg und Mainwangen im Besitz der Abtei Salmannsweiler) und Hilzingen (im Besitz der Abtei Petershausen), alle unter österreichischer Landeshoheit innerhalb der Landgrafschaft Nellenburg gelegen, wurden nicht von Österreich besetzt, dagegen aber die Herrschaft Stetten am kalten Markt (die Orte Stetten am kalten Markt, Hausen im Tal, Neidingen, Unterglashütte, Nusplingen, Oberglashütte im Pfandbesitz der Abtei Salmannsweiler) unter österreichischer Landeshoheit in der Reichsgrafschaft Hohenberg gelegen. In den neuen Besitzungen der Grafen von Ostein, Schaesberg, Sinzendorf und beider Linien von Wartenberg besaß das Haus Habsburg keine Lehen und verfügte auch nicht über sonstige Besitzungen unter österreichischer Landeshoheit.

## Verluste in den einzelnen Landesteilen
Mit einzelnen Verträgen regelte Österreich mit den sequestrierten Fürsten und Grafen die Rückgabe oder Entschädigung einzelner Epaven. Die Verluste an Einnahmen wurden wie folgt beziffert:
- Für die Landvogtei Schwaben 91 521 fl 39 6/8 kr
- Für die Landgrafschaft Nellenburg 69 637 fl 53 kr
- Für die Reichsgrafschaft Hohenberg 13 377 fl 50 kr

## Das Ende von Schwäbisch-Österreich
Mit der Niederlage Österreichs gegen Napoleon Bonaparte in der Schlacht bei Austerlitz und dem Frieden von Pressburg vom 26. Dezember 1805 brach die gesamte Territorialpolitik des Erzhauses Habsburg in Vorderösterreich und damit auch die Sequestration der Epaven wie ein Kartenhaus zusammen. Vorderösterreich hörte auf zu existieren und wurde auf die Rheinbundfürsten Bayern, Württemberg und Baden verteilt. Auch der Reichsdeputationshauptschluss war damit weithin Makulatur.

## Auflistung der 19 säkularisierten Stifte in Schwäbisch-Österreich
Die Auflistung enthält:
- die Regelung zur Entschädigung wie sie im Reichsdeputationshauptschluss festgelegt worden war,
- sodann die österreichischen Lehen in den Territorien dieser Stifte[12],
- die von Österreich mit den vom Epavenrecht betroffenen Fürsten und Grafen geschlossenen Verträge[13],
- die bezifferten Verluste, soweit sie geltend gemacht wurden,
- das weitere Schicksal der 19 säkularisierten Stifte nach dem Abschluss der Rheinbundakte 1806.[14]

# 1 Salmannsweiler
1803. § 5 RDHS. Der Markgraf von Baden erhielt das Bistum Konstanz und die Abtei Salmannsweiler mit Ausnahme des Amtes Ostrach.
Die Abtei Salmannsweiler besaß die Herrschaft Stetten am kalten Markt als Pfand unter Vorbehalt der österreichischen Landeshoheit. Obwohl die Herrschaft dem Markgrafen, nunmehr Kurfürsten von Baden, zugesprochen war, besetzte Österreich 1803 die Herrschaft und richtete dort ein Obervogteiamt ein. Für die Herrschaft Stetten lagen keine Zahlen über Einnahmensverluste vor, der Kurfürst unternahm auch keine juristischen Schritte gegen die österreichische Besetzung.
Der Fürst von Thurn und Taxis erhielt das Amt Ostrach mit der Herrschaft Schemmerberg. Der Grundbesitz der Abtei in der Herrschaft Ostrach unterstand zwei Landesherren, links der Ostrach mit dem Ort Ostrach dem Hause Hohenzollern-Sigmaringen, rechts der Ostrach mit Bachhaupten den Herren von Friedberg-Scheer, also seit 1786 Thurn und Taxis. Beide waren wiederum dem Hause Österreich verpflichtet. Die Hohe Obrigkeit im südlichen Teil mit dem Ort Burgweiler war dem Hause Fürstenberg-Heiligenberg vorbehalten. In der Herrschaft Schemmerberg besaß die Landvogtei Schwaben, also Österreich, Landeshoheit und Gerichtsbarkeit.
25. April 1805 Vertrag mit dem Fürsten von Thurn und Taxis. Der Fürst anerkannte das österreichische Epavenrecht.
1806. Die Herrschaft Stetten am kalten Markt kam 1806 zu Württemberg und wurde dem Oberamt Ebingen zugeschlagen. Mit dem Grenzvertrag zwischen Württemberg und Baden 1810 wurde Stetten an Baden abgetreten, das ein Amt Stetten am kalten Markt einrichtete und 1813 wieder aufhob. Die Herrschaft war markgräflich-badisch und zählte zum Seekreis. 1826 wurde das standesherrliche Bezirksamt Stetten am kalten Markt gegründet und 1843 die Grundherrschaft des Grafen von Langenstein bestätigt, jedoch 1849 wieder aufgehoben. Danach gehörte Stetten am kalten Markt zum Bezirksamt Meßkirch, 1890 zum Bezirksamt Stockach, aus dem 1939 der Landkreis Stockach gebildet wurde. Auch Münchhöf und Stahringen mit Schloss und Hof Homburg kamen 1805 zunächst zu Württemberg (Oberamt Stockach), dann 1810 zu Baden (Bezirksamt Stockach).
Als die Herrschaft Ostrach 1806 per Rheinbundakte zugunsten Hohenzollern-Sigmaringens mediatisiert wurde, behielt Thurn und Taxis als Standesherr gewisse Rechte, so die niedere Gerichtsbarkeit und das Jagdrecht. Das Oberamt Ostrach wurde als Patrimonialamt unter hohenzollerischer Landeshoheit eingerichtet. Nach dem Übergang an Preußen 1850 wurde die standesherrliche Patrimonialgerichtsbarkeit 1852 abgeschafft. Im Zuge einer Vereinfachung der Verwaltung wurde das Oberamt Ostrach durch Erlass vom 28. März 1862 aufgehoben und ins Oberamt Sigmaringen eingegliedert, aus dem 1925 der Landkreis Sigmaringen hervorging.
# 2 – 5 Heiligkreuztal, Zwiefalten, Rottenmünster, Margrethausen
1803. § 6 RDHS. Der Herzog von Württemberg erhielt die Fürstpropstei Ellwangen und die Abteien Zwiefalten, Rottenmünster, Heiligkreuztal und Margrethausen.
Das Stift Heiligkreuztal besaß im Gebiet der Abtei unter österreichischer Landeshoheit in der Landgrafschaft Nellenburg folgende Orte: Heiligkreuztal, Waldhausen, Binzwangen, Ertingen, Hundersingen, Andelfingen, Friedingen, Beuren.
2. Juni 1804 Vertrag mit dem Kurfürsten von Württemberg. Österreich trat Heiligkreuztal an Württemberg ab, während der Kurfürst die volle österreichische Landeshoheit über die Abtei und ihre Ortschaften sowie das von Österreich ausgeübte Heimfallsrecht über den Besitz der säkularisierten Stifte Ellwangen, Zwiefalten, Rottenmünster, Margrethausen und des Dominikanerklosters in Rottweil anerkannte.
Der Verlust an Einnahmen allein für Rottenmünster betrug 2 900 fl (von 50 000 fl).
1806. Die vier Stifte verblieben bei Württemberg und wurden 1806 folgenden Oberämtern zugeteilt:
- Heiligkreuztal dem Oberamt Riedlingen,
- Zwiefalten wurde 1806 als eigenes Oberamt im 9. Kreis Ehingen organisiert, 1810 aufgehoben und dem Oberamt Münsingen zugeschlagen.
- Rottenmünster dem Oberamt Rottweil,
- Margrethausen dem Oberamt Balingen.
# 6 Kreuzlingen
1803. § 10 RDHS. Der Fürst von Hohenzollern-Hechingen erhielt die Herrschaft Hirschlatt (im Besitz des Stiftes Kreuzlingen) und das Kloster Stetten.
Die Sequestration der Herrschaft Hirschlatt in der österreichischen Landvogtei Schwaben ebenso wie diejenige der beiden Orte Horgenzell und Wilhelmskirch 1803 wurde vom Fürsten von Hohenzollern-Hechingen formell nicht beanstandet.
1806. Die Herrschaft Hirschlatt verblieb bei Hohenzollern-Hechingen und wurde 1813 von Württemberg durch Kauf erworben. 1813 wurde sie dem Oberamt Tettnang zugeschlagen und 1937 nach Ettenkirch eingemeindet. Horgenzell und Wilhelmskirch kamen zu Württemberg und wurden der Gemeinde Wolketsweiler im Oberamt Ravensburg zugeteilt.
# 7 – 10 Muri, Beuron, Inzigkofen, Holzen
1803. § 10 RDHS. Der Fürst von Hohenzollern-Sigmaringen erhielt die Herrschaft Glatt (im Besitz des Stiftes Muri) und die Klöster Inzigkofen, Beuron und Holzen.
Die Herrschaft Glatt im Besitz der Benediktinerabtei Muri in der Schweiz steuerte zur Reichsritterschaft, Schwäbischer Ritterkreis, Kanton am Neckar und Schwarzwald, jedoch befand sich der neue Besitzer der Herrschaft, der Fürst von Hohenzollern-Sigmaringen, im Lehensnexus zu Österreich. Zur Herrschaft Glatt gehörten die Orte Glatt, Dettensee, Dettingen, Dettlingen, Dießen, Neckarhausen sowie ½ Dürrenmettstetten (die andere Hälfte gehörte dem Klosteroberamt Alpirsbach des Herzogs von Württemberg).
Stift Beuron stand unter hohenzollerischer Landeshoheit, das seinerseits im Lehensnexus zu Österreich stand. Im Besitz des Klosters waren die Orte Bärenthal und Ensisheim.
Stift Inzigkofen gehörte zur gefürsteten Reichsgrafschaft Sigmaringen und war immediat-hohenzollerisch. Zur Landgrafschaft Nellenburg und damit zu Schwäbisch Österreich bestand ein Lehensverhältnis.
Stift Holzen, in der Diözese des Bistums Augsburg gelegen, gehörte zur gefürsteten Reichsgrafschaft Sigmaringen und war immediat-hohenzollerisch. Zur Markgrafschaft Burgau und damit zu Schwäbisch Österreich bestand ein Lehensverhältnis.
29. August 1804 Vertrag mit dem Fürsten von Hohenzollern-Sigmaringen. Darin anerkannte der Fürst das österreichische Epavenrecht, trat die Epaven des Klosters Beuron und der Herrschaft Glatt in der Landgrafschaft Nellenburg an Österreich ab und nahm die von Inzigkofen und die des Klosters Beuron in der Grafschaft Hohenberg sowie des Klosters Holzen in der Markgrafschaft Burgau als österreichisches Mannlehen an.
Der Fürst von Hohenzollern-Sigmaringen beklagte sich, dass er Verluste verzeichnete:
- Beuron ¾ der Einnahmen
- Inzigkofen ½ der Einnahmen
- Holzen ¼ der Einnahmen
- Glatt (im Besitz von Muri) ¼ der Einnahmen

1806. Die vier Stifte verblieben 1806 bei Hohenzollern-Sigmaringen, dazu erhielt der Fürst in der Rheinbundakte (Art. 23) die bereits unter seiner Landeshoheit stehenden Klöster Wald und Habsthal.
Die Herrschaft Glatt bildete ab 1806 das Oberamt Glatt, das 1830 im Oberamt Haigerloch aufging, 1890 zum Oberamt Hechingen. Bis zur Kreisreform in Baden-Württemberg 1973 gehörte die Gemeinde dann zum Oberamt Hechingen, aus dem 1925 der Landkreis Hechingen hervorging. Dürrenmettstetten kam zu Württemberg und wurde dem Oberamt Sulz zugeteilt.
Beuron bildete ab 1806 ein eigenes Obervogteiamt, das 1830 im Oberamt Wald aufging. Dieses bestand auch noch von 1850 bis 1862 unter preußischer Herrschaft. Bis zur Kreisreform in Baden-Württemberg 1973 gehörte die Gemeinde dann zum Oberamt Sigmaringen, aus dem 1925 der Landkreis Sigmaringen hervorging.
Inzigkofen gehörte zum Oberamt Sigmaringen.
Holzen. 1813 kam der ganze ehemalige Klosterkomplex durch Heirat an die Grafen von Fischler-Treuberg. Die Landeshoheit lag beim Königreich Bayern.
# 11 Weingarten
1803. § 12 RDHS. Der Fürst von Nassau-Oranien erhielt die Abtei Weingarten, die Abteien und Propsteien Hofen und St. Gerold im Weingartischen, Bendern im Liechtensteinischen Gebiet.
Das Stift besaß unter österreichischer Landeshoheit in der Landvogtei Schwaben folgende Orte: Binningen, Vogt.
12. Juni 1804 Vertrag mit dem Fürsten von Nassau-Oranien. Der Fürst trat die Reichsherrschaften Blumenegg und St. Gerold sowie die Pflege Bendern in Liechtenstein, die Herrschaft Liebenau, die in der Grafschaft Tettnang inklavierten Dörfer und Höfe des Amtes Bodnegg, zusammen 32 Höfe, samt den im Gebiet der Stadt Lindau gelegenen Gütern, das Priorat Hofen, die Weingartischen Höfe im Dorf Baienfurt und das Amt Ausnang in der oberen Landvogtei an das Erzhaus ab. Dafür erhielt Nassau-Oranien andere sequestrierte Weingartische Güter in fast zweieinhalbfachem Wert, die Österreich ja nichts kosteten und die dem Fürstentum im Reichsdeputationshauptschluss ohnehin schon zugesprochen waren, zum Teil auch in Gütern der ehemaligen Klöster Weißenau und Baindt bestanden. Über diesen Besitz musste Nassau-Oranien jedoch die absolute österreichische Landeshoheit anerkennen.
Der Verlust für Nassau-Oranien in Weingarten belief sich auf 4 000 fl (von 12 000 fl). Weingarten allein umfasste 1/3 des gesamten Klosterbesitzes in der Landvogtei Schwaben.
1806. Weingarten wurde zugunsten Württembergs mediatisiert, das 1806 das Oberamt Altdorf mit der Oberschultheißerei Altdorf im 10. Kreis Altdorf, bildete. Dies wurde 1810 aufgehoben und dem Oberamt Ravensburg zugeschlagen. Weiterhin bestand aber das Amt Um-Altdorf. 1865 wurde Altdorf in Weingarten umbenannt. Hofen wurde 1810 mit der Stadt Buchhorn zur Stadt Friedrichshafen vereinigt. Blumenegg und St. Gerold in Vorarlberg kamen 1805 zu Bayern, 1816 zu Österreich. Die Pflege Bendern ging 1806 an das Fürstentum Liechtenstein.
# 12 – 13 Buchau, Marchtal
1803. § 13 RDHS. Der Fürst von Thurn und Taxis erhielt das Fürststift Buchau und die Abtei Marchtal sowie das zu Salmannsweiler gehörige Amt Ostrach.
Das Fürststift Buchau besaß unter österreichischer Landeshoheit in der Landvogtei Schwaben folgende Orte: Bierstetten mit Bondorf und Steinenbronn als Kondominium mit dem Stift Schussenried, Renhardsweiler; in der Landgrafschaft Nellenburg den Ort Allmannsweiler.
Das Stift Marchtal war eine der drei Seeherrschaften des Federsees mit den Grafen von Stadion-Warthausen und der Reichsstadt Buchau unter schwäbisch-österreichischer Landeshoheit.
25. April 1805 Vertrag mit dem Fürsten von Thurn und Taxis. Der Fürst anerkannte das österreichische Epavenrecht.
1806. Mit der Rheinbundakte 1806 (Art. 24) kam die Souveränität über Buchau und Marchtal an Württemberg. Standesherr beider Herrschaften wurde der Fürst von Thurn und Taxis. Die Herrschaft Buchau wurde dem Oberamt Riedlingen zugeschlagen. Allmannsweiler kam 1808 zum Oberamt Waldsee, Patrimonialamt Schussenried, 1810 zum Oberamt Saulgau.
Die Herrschaft Marchtal wurde dem Oberamt Zwiefalten zugeschlagen, 1810 zum Oberamt Ehingen.
# 14 Baindt
1803. § 24 RDHS. Der Graf von Aspremont-Lynden erhielt die Abtei Baindt.
Der gesamte Besitz des Stiftes stand unter schwäbisch-österreichischer Landeshoheit.
4. Februar 1805 Vertrag mit dem Grafen von Aspremont-Lynden. Der Graf anerkannte das österreichische Epavenrecht.
Der Graf machte für Baindt einen Verlust von 8 300 fl (von 13 000 fl) geltend.
1806. Baindt gelangte 1806 an Württemberg, Oberamt Altdorf, Oberschultheißerei Altdorf, 1810 zum Oberamt Ravensburg, Amt Um-Altdorf. 1826 wurde Baindt aus dem Gemeindeverband „Um-Altdorf“ herausgelöst.
# 15 Heggbach
1803. § 24 RDHS. Der Graf von Waldbott-Bassenheim erhielt die Abtei Heggbach mit Ausnahme der Orte Mietingen und Sulmingen unter burgauischer Landeshoheit.
Das Stift besaß unter österreichischer Landeshoheit in der Markgrafschaft Burgau folgende Orte: Heggbach, Baustetten, Maselheim, Sulmingen, Mietingen, Wennedach.
6. Februar 1805 Vertrag mit dem Grafen von Waldbott-Bassenheim. Der Graf anerkannte das österreichische Epavenrecht.
1806. Mit der Rheinbundakte 1806 (Art. 24) kam die Souveränität an Württemberg. Die Herrschaft wurde dem Oberamt Ochsenhausen zugeschlagen, 1810 zum Oberamt Biberach. Standesherr wurde der Graf von Waldbott-Bassenheim.
# 16 St. Georgen zu Isny
1803. § 24 RDHS. Der Graf von Quadt erhielt die Abtei St. Georgen zu Isny.
Der Vertrag mit dem Grafen von Quadt wurde nicht mehr vor Ausbruch der Feindseligkeiten mit Frankreich 1805 abgeschlossen.
Der Graf von Quadt machte für Isny einen Verlust von 7 000 fl (von 25 000 fl) geltend.
1806. Isny-Vorstadt war die Residenz des Grafen von Quadt. Mit der Rheinbundakte 1806 (Art. 24) kam die Souveränität an Württemberg. Die Herrschaft wurde dem Oberamt Isny zugeschlagen, 1810 zum Oberamt Wangen. Standesherren waren der Fürst von Waldburg-Zeil-Trauchburg und der Graf von Quadt-Isny. 1911 wurde Isny-Vorstadt nach Isny eingemeindet.
# 17 – 18 Schussenried, Weißenau
1803. § 24 RDHS. Der Graf von Sternberg erhielt die Abteien Schussenried und Weißenau.
Das Stift Schussenried besaß unter österreichischer Landeshoheit in der Landvogtei Schwaben folgende Orte: Bierstetten mit Bondorf, Renhardsweiler und Steinenbronn als Kondominium mit dem Fürststift Buchau, sowie Winterstettendorf.
Das Stift Weißenau besaß unter österreichischer Landeshoheit in der Landvogtei Schwaben folgende Orte: Oberhofen, Furt, Mariatal, Rahlen, Untereschach, Untertennenmoos, Oberzell, Reute, Taldorf.
3. Februar 1805 Vertrag mit der Gräfin von Sternberg. Die Gräfin trat die ganze Herrschaft Weißenau mit sämtlichen obrigkeitlichen und grundherrschaftlichen Rechten an Österreich ab und erhielt dafür die sequestrierten Güter der Herrschaft Schussenried zurück und außerdem Epaven anderer aufgehobener Stifte zu dieser Herrschaft hinzu.
Die Gräfin von Sternberg machte für Weißenau einen Verlust von 20 000 fl (von 27 000 fl) geltend. Die Epaven von Weißenau und Schussenried erbrachten 1805 einen Ertrag von
- 01 474 fl in der Grafschaft Tettnang,
- 18 464 fl in der Landvogtei Schwaben.

1806. Mit der Rheinbundakte 1806 (Art. 24) kam die Souveränität über beide Herrschaften an Württemberg, in Schussenried wurde ein eigenes Unteramt eingerichtet, 1808 zum Oberamt Waldsee, Patrimonialamt Schussenried. 1815 wurden die Grafen von Salm-Reifferscheidt-Dyck und von Salm-Salm Teilhaber der Standesherrschaft Schussenried-Weißenau, 1835 durch Kauf an Württemberg. Der König von Württemberg gab den Gemeinden Bierstetten und Renhardsweiler wieder ihre Selbständigkeit. Winterstettendorf unterstand 1806 der Oberschultheißerei Winterstetten, 1808 zum Oberamt Waldsee, Patrimonialamt Schussenried, Standesherr wurde der Fürst von Waldburg-Wolfegg-Waldsee.
Die Herrschaft Weißenau jenseits der Schussen kam zum Oberamt Altdorf, Oberschultheißerei Fischbach, 1810 zum Oberamt Tettnang, während die Herrschaft diesseits der Schussen zur Oberschultheißerei Sigmarshofen, 1810 zum Oberamt Ravensburg kam.
# 19 Gutenzell
1803. § 24 RDHS. Der Graf von Törring-Jettenbach erhielt die Abtei Gutenzell.
Das Stift besaß unter österreichischer Landeshoheit in der Landvogtei Schwaben die Orte: Gutenzell und Kirchberg an der Iller.
6. Februar 1805 Vertrag mit dem Grafen von Törring-Jettenbach. Der Graf anerkannte das österreichische Epavenrecht.
1806. Mit der Rheinbundakte 1806 (Art. 24) kam die Souveränität an Württemberg. Die Herrschaft wurde dem Oberamt Ochsenhausen zugeschlagen, 1808 Oberamt Waldsee, Patrimonialamt Gutenzell, 1810 zum Oberamt Biberach. Standesherr wurde der Graf von Törring-Gutenzell.

## Von der österreichischen Epavenpolitik betroffene Gemeinden
Die betroffenen Orte und Weiler lagen ganz überwiegend im heutigen Baden-Württemberg, insbesondere in Oberschwaben. Einige Außenposten finden sich auch in Bayern, Vorarlberg und Liechtenstein.
| Landkreis                   | Gemeinde                | Ort/Weiler 1803              | Stift                                                        |
| --------------------------- | ----------------------- | ---------------------------- | ------------------------------------------------------------ |
| Alb-Donau-Kreis             | Ehingen (Donau)         | Kirchbierlingen              | Abtei Marchtal                                               |
| Alb-Donau-Kreis             | Ehingen (Donau)         | Kirchen                      | Abtei Zwiefalten                                             |
| Alb-Donau-Kreis             | Ehingen (Donau)         | Mochental                    | Abtei Zwiefalten                                             |
| Alb-Donau-Kreis             | Ehingen (Donau)         | Sontheim                     | Abtei Marchtal                                               |
| Alb-Donau-Kreis             | Ehingen (Donau)         | Weisel                       | Abtei Marchtal                                               |
| Alb-Donau-Kreis             | Emeringen               | Emeringen                    | Abtei Zwiefalten                                             |
| Alb-Donau-Kreis             | Hausen am Bussen        | Hausen am Bussen             | Abtei Marchtal                                               |
| Alb-Donau-Kreis             | Lauterach               | Lauterach                    | Abtei Zwiefalten                                             |
| Alb-Donau-Kreis             | Lauterach               | Reichenstein                 | Abtei Zwiefalten                                             |
| Alb-Donau-Kreis             | Obermarchtal            | Obermarchtal                 | Abtei Marchtal                                               |
| Alb-Donau-Kreis             | Obermarchtal            | Reutlingendorf               | Abtei Marchtal                                               |
| Alb-Donau-Kreis             | Unterwachingen          | Unterwachingen               | Abtei Marchtal                                               |
| Landkreis Biberach          | Achstetten              | Achstetten (tlw)             | Abtei Gutenzell                                              |
| Landkreis Biberach          | Achstetten              | Oberholzheim (Holzheim)      | Abtei Gutenzell                                              |
| Landkreis Biberach          | Alleshausen             | Alleshausen                  | Abtei Marchtal                                               |
| Landkreis Biberach          | Allmannsweiler          | Allmannsweiler               | Fürststift Buchau                                            |
| Landkreis Biberach          | Altheim                 | Heiligkreuztal               | Kloster Heiligkreuztal                                       |
| Landkreis Biberach          | Altheim                 | Waldhausen                   | Kloster Heiligkreuztal                                       |
| Landkreis Biberach          | Attenweiler             | Oggelsbeuren                 | Herrschaft Oggelsbeuren (Fürststift Buchau)                  |
| Landkreis Biberach          | Attenweiler             | Rupertshofen                 | Fürststift Buchau                                            |
| Landkreis Biberach          | Bad Buchau              | Buchau                       | Fürststift Buchau                                            |
| Landkreis Biberach          | Bad Schussenried        | Otterswang                   | Abtei Schussenried                                           |
| Landkreis Biberach          | Bad Schussenried        | Reichenbach                  | Abtei Schussenried                                           |
| Landkreis Biberach          | Bad Schussenried        | Schussenried                 | Abtei Schussenried                                           |
| Landkreis Biberach          | Bad Schussenried        | Steinhausen                  | Abtei Schussenried                                           |
| Landkreis Biberach          | Betzenweiler            | Betzenweiler                 | Fürststift Buchau                                            |
| Landkreis Biberach          | Betzenweiler            | Wolfartsmühle                | Fürststift Buchau                                            |
| Landkreis Biberach          | Biberach an der Riß     | Stafflangen                  | Abtei Schussenried                                           |
| Landkreis Biberach          | Dürmentingen            | Burgau (tlw)                 | Abtei Salmannsweiler, Amt Ostrach                            |
| Landkreis Biberach          | Dürnau                  | Dürnau                       | Fürststift Buchau                                            |
| Landkreis Biberach          | Ertingen                | Ertingen                     | Kloster Heiligkreuztal                                       |
| Landkreis Biberach          | Gutenzell-Hürbel        | Gutenzell                    | Abtei Gutenzell                                              |
| Landkreis Biberach          | Ingoldingen             | Winterstettendorf            | Abtei Schussenried                                           |
| Landkreis Biberach          | Kanzach                 | Kanzach                      | Fürststift Buchau                                            |
| Landkreis Biberach          | Kirchberg an der Iller  | Kirchberg an der Iller (tlw) | Abtei Gutenzell                                              |
| Landkreis Biberach          | Langenenslingen         | Andelfingen                  | Kloster Heiligkreuztal                                       |
| Landkreis Biberach          | Langenenslingen         | Dürrenwaldstetten            | Abtei Zwiefalten                                             |
| Landkreis Biberach          | Langenenslingen         | Friedingen                   | Kloster Heiligkreuztal                                       |
| Landkreis Biberach          | Langenenslingen         | Ittenhausen                  | Abtei Zwiefalten                                             |
| Landkreis Biberach          | Laupheim                | Baustetten                   | Abtei Heggbach                                               |
| Landkreis Biberach          | Maselheim               | Äpfingen                     | Abtei Salmannsweiler, Amt Schemmerberg                       |
| Landkreis Biberach          | Maselheim               | Heggbach                     | Abtei Heggbach                                               |
| Landkreis Biberach          | Maselheim               | Maselheim                    | Abtei Heggbach                                               |
| Landkreis Biberach          | Moosburg                | Moosburg                     | Fürststift Buchau                                            |
| Landkreis Biberach          | Ochsenhausen            | Wennedach                    | Abtei Heggbach                                               |
| Landkreis Biberach          | Riedlingen              | Bechingen                    | Abtei Zwiefalten                                             |
| Landkreis Biberach          | Riedlingen              | Daugendorf                   | Abtei Zwiefalten                                             |
| Landkreis Biberach          | Riedlingen              | Zell                         | Abtei Zwiefalten                                             |
| Landkreis Biberach          | Riedlingen              | Zwiefaltendorf               | Abtei Zwiefalten                                             |
| Landkreis Biberach          | Schemmerhofen           | Altheim                      | Abtei Salmannsweiler, Amt Schemmerberg                       |
| Landkreis Biberach          | Schemmerhofen           | Schemmerberg                 | Abtei Salmannsweiler, Amt Schemmerberg                       |
| Landkreis Biberach          | Seekirch                | Seekirch                     | Abtei Marchtal                                               |
| Landkreis Biberach          | Uttenweiler             | Dietershausen                | Abtei Marchtal                                               |
| Landkreis Biberach          | Uttenweiler             | Dieterskirch                 | Abtei Marchtal                                               |
| Landkreis Biberach          | Uttenweiler             | Oberwachingen                | Abtei Marchtal                                               |
| Landkreis Biberach          | Uttenweiler             | Sauggart                     | Abtei Marchtal                                               |
| Landkreis Biberach          | Uttenweiler             | Uttenweiler                  | Abtei Marchtal                                               |
| Bodenseekreis               | Friedrichshafen         | Hirschlatt                   | Stift Kreuzlingen                                            |
| Bodenseekreis               | Friedrichshafen         | Hofen                        | Abtei Weingarten, Priorat Hofen                              |
| Bodenseekreis               | Friedrichshafen         | Jettenhausen                 | Stift Kreuzlingen                                            |
| Bodenseekreis               | Friedrichshafen         | Waggershausen                | Abtei Weingarten, Priorat Hofen                              |
| Bodenseekreis               | Hagnau am Bodensee      | Hagnau                       | Abtei Weingarten, Amt Hagnau                                 |
| Bodenseekreis               | Meckenbeuren            | Brochenzell                  | Herrschaft Brochenzell (Abtei Weingarten)                    |
| Bodenseekreis               | Meckenbeuren            | Buch (tlw)                   | Abtei Weißenau                                               |
| Bodenseekreis               | Meckenbeuren            | Kehlen                       | Stift Kreuzlingen                                            |
| Bodenseekreis               | Meckenbeuren            | Liebenau                     | Herrschaft Liebenau (Abtei Weingarten)                       |
| Bodenseekreis               | Meckenbeuren            | Weiler                       | Herrschaft Brochenzell (Abtei Weingarten)/Abtei Weißenau     |
| Bodenseekreis               | Neukirch                | Gunzenweiler                 | Abtei Weißenau                                               |
| Bodenseekreis               | Tettnang                | Krumbach                     | Abtei Weingarten                                             |
| Bodenseekreis               | Tettnang                | Vorderreute                  | Abtei Weingarten                                             |
| Landkreis Freudenstadt      | Horb am Neckar          | Dettensee                    | Herrschaft Glatt (StiftMuri)                                 |
| Landkreis Freudenstadt      | Horb am Neckar          | Dettingen                    | Herrschaft Glatt (StiftMuri)                                 |
| Landkreis Freudenstadt      | Horb am Neckar          | Dettlingen                   | Herrschaft Glatt (StiftMuri)                                 |
| Landkreis Freudenstadt      | Horb am Neckar          | Dießen                       | Herrschaft Glatt (StiftMuri)                                 |
| Landkreis Freudenstadt      | Horb am Neckar          | Neckarhausen                 | Herrschaft Glatt (StiftMuri)                                 |
| Landkreis Ravensburg        | Altshausen              | Stuben                       | Abtei Weingarten, Amt Blönried                               |
| Landkreis Ravensburg        | Aulendorf               | Blönried                     | Abtei Weingarten, Amt Blönried                               |
| Landkreis Ravensburg        | Bad Waldsee             | Michelwinnaden               | Abtei Schussenried                                           |
| Landkreis Ravensburg        | Baienfurt               | Baienfurt                    | Abtei Weingarten, Amt Baienfurt                              |
| Landkreis Ravensburg        | Baienfurt               | Binningen (tlw)              | Abtei Weingarten, Amt Baienfurt                              |
| Landkreis Ravensburg        | Baienfurt               | Briach                       | Abtei Weingarten, Amt Schlier                                |
| Landkreis Ravensburg        | Baienfurt               | Knechtenhaus                 | Abtei Weingarten                                             |
| Landkreis Ravensburg        | Baienfurt               | Niederbiegen                 | Abtei Weingarten, Zehntamt jenseits der Schussen zu Berg     |
| Landkreis Ravensburg        | Baindt                  | Baindt                       | Abtei Baindt                                                 |
| Landkreis Ravensburg        | Berg                    | Aichach (Unteraichach)       | Abtei Weingarten, Amt Aichach                                |
| Landkreis Ravensburg        | Berg                    | Berg                         | Abtei Weingarten, Zehntamt jenseits der Schussen zu Berg     |
| Landkreis Ravensburg        | Berg                    | Ettishofen                   | Abtei Weingarten, Zehntamt jenseits der Schussen zu Berg     |
| Landkreis Ravensburg        | Berg                    | Tobel (Kleintobel)           | Abtei Weingarten, Zehntamt jenseits der Schussen zu Berg     |
| Landkreis Ravensburg        | Bergatreute             | Bergatreute                  | Abtei Weingarten, Amt Bergatreute                            |
| Landkreis Ravensburg        | Bodnegg                 | Bodnegg                      | Abtei Weingarten, Amt Bodnegg                                |
| Landkreis Ravensburg        | Fronreute               | Blitzenreute                 | Abtei Weingarten, Amt Blitzenreute                           |
| Landkreis Ravensburg        | Fronreute               | Fronhofen                    | Abtei Weingarten, Amt Fronhofen                              |
| Landkreis Ravensburg        | Grünkraut               | Grünkraut                    | Abtei Weingarten                                             |
| Landkreis Ravensburg        | Horgenzell              | Hasenweiler                  | Abtei Weingarten, Amt Hasenweiler                            |
| Landkreis Ravensburg        | Horgenzell              | Horgenzell                   | Stift Kreuzlingen                                            |
| Landkreis Ravensburg        | Horgenzell              | Wilhelmskirch                | Stift Kreuzlingen                                            |
| Landkreis Ravensburg        | Isny im Allgäu          | Eisenbach                    | Abtei St. Georgen zu Isny                                    |
| Landkreis Ravensburg        | Isny im Allgäu          | Isny-Vorstadt                | Abtei St. Georgen zu Isny                                    |
| Landkreis Ravensburg        | Leutkirch im Allgäu     | Ausnang                      | Abtei Weingarten, Gericht Ausnang                            |
| Landkreis Ravensburg        | Leutkirch im Allgäu     | Hofs                         | Abtei Weingarten, Gericht Ausnang                            |
| Landkreis Ravensburg        | Ravensburg              | Eschach (Untereschach)       | Abtei Weißenau, Amt Oberhofen                                |
| Landkreis Ravensburg        | Ravensburg              | Furt                         | Abtei Weißenau                                               |
| Landkreis Ravensburg        | Ravensburg              | Mariatal                     | Abtei Weißenau                                               |
| Landkreis Ravensburg        | Ravensburg              | Oberhofen                    | Abtei Weißenau, Amt Oberhofen                                |
| Landkreis Ravensburg        | Ravensburg              | Oberzell                     | Abtei Weißenau, Amt Oberhofen                                |
| Landkreis Ravensburg        | Ravensburg              | Rahlen                       | Abtei Weißenau                                               |
| Landkreis Ravensburg        | Ravensburg              | Reute                        | Abtei Weißenau, Amt Oberhofen                                |
| Landkreis Ravensburg        | Ravensburg              | Taldorf                      | Abtei Weißenau, Amt Oberhofen                                |
| Landkreis Ravensburg        | Ravensburg              | Unteresch                    | Abtei Weißenau                                               |
| Landkreis Ravensburg        | Ravensburg              | Untertennenmoos              | Abtei Weißenau                                               |
| Landkreis Ravensburg        | Ravensburg              | Weißenau                     | Abtei Weißenau                                               |
| Landkreis Ravensburg        | Schlier                 | Kümmerazhofen                | Abtei Weingarten, Amt Schlier                                |
| Landkreis Ravensburg        | Schlier                 | Schlier                      | Abtei Weingarten, Amt Schlier                                |
| Landkreis Ravensburg        | Unterwaldhausen         | Oberwaldhausen               | Abtei Weingarten, Gericht Waldhausen                         |
| Landkreis Ravensburg        | Unterwaldhausen         | Unterwaldhausen (Waldhausen) | Abtei Weingarten, Gericht Waldhausen                         |
| Landkreis Ravensburg        | Vogt (tlw)              | Vogt                         | Abtei Weingarten, Amt Karsee                                 |
| Landkreis Ravensburg        | Wangen im Allgäu        | Eggenreute                   | Abtei Weingarten, Amt Karsee                                 |
| Landkreis Ravensburg        | Wangen im Allgäu        | Karsee                       | Abtei Weingarten, Amt Karsee                                 |
| Landkreis Ravensburg        | Weingarten              | Weingarten (Altdorf)         | Abtei Weingarten                                             |
| Landkreis Ravensburg        | Wilhelmsdorf            | Esenhausen                   | Abtei Weingarten, Amt Esenhausen                             |
| Landkreis Ravensburg        | Wolfegg                 | Molpertshaus                 | Abtei Schussenried                                           |
| Landkreis Reutlingen        | Hayingen                | Oberwilzingen                | Abtei Zwiefalten                                             |
| Landkreis Reutlingen        | Hohenstein              | Oberstetten                  | Abtei Zwiefalten                                             |
| Landkreis Reutlingen        | Münsingen               | Bremelau                     | Abtei Marchtal                                               |
| Landkreis Reutlingen        | Pfronstetten            | Aichelau                     | Abtei Zwiefalten                                             |
| Landkreis Reutlingen        | Pfronstetten            | Aichstetten                  | Abtei Zwiefalten                                             |
| Landkreis Reutlingen        | Pfronstetten            | Geisingen                    | Abtei Zwiefalten                                             |
| Landkreis Reutlingen        | Pfronstetten            | Huldstetten                  | Abtei Zwiefalten                                             |
| Landkreis Reutlingen        | Pfronstetten            | Pfronstetten                 | Abtei Zwiefalten                                             |
| Landkreis Reutlingen        | Pfronstetten            | Tigerfeld                    | Abtei Zwiefalten                                             |
| Landkreis Reutlingen        | Trochtelfingen          | Wilsingen                    | Abtei Zwiefalten                                             |
| Landkreis Reutlingen        | Zwiefalten              | Attenhöfen                   | Abtei Zwiefalten                                             |
| Landkreis Reutlingen        | Zwiefalten              | Baach                        | Abtei Zwiefalten                                             |
| Landkreis Reutlingen        | Zwiefalten              | Ehrenfels                    | Abtei Zwiefalten                                             |
| Landkreis Reutlingen        | Zwiefalten              | Gauingen                     | Abtei Zwiefalten                                             |
| Landkreis Reutlingen        | Zwiefalten              | Gossenzugen                  | Abtei Zwiefalten                                             |
| Landkreis Reutlingen        | Zwiefalten              | Hochberg                     | Abtei Zwiefalten                                             |
| Landkreis Reutlingen        | Zwiefalten              | Mörsingen                    | Abtei Zwiefalten                                             |
| Landkreis Reutlingen        | Zwiefalten              | Sonderbuch                   | Abtei Zwiefalten                                             |
| Landkreis Reutlingen        | Zwiefalten              | Upflamör                     | Abtei Zwiefalten                                             |
| Landkreis Reutlingen        | Zwiefalten              | Zwiefalten                   | Abtei Zwiefalten                                             |
| Landkreis Rottweil          | Deißlingen              | Lauffen ob Rottweil          | Abtei Rottenmünster                                          |
| Landkreis Rottweil          | Eschbronn               | Locherhof                    | Abtei Rottenmünster                                          |
| Landkreis Rottweil          | Rottweil                | Hausen ob Rottweil (tlw)     | Abtei Rottenmünster                                          |
| Landkreis Rottweil          | Rottweil                | Neukirch                     | Abtei Rottenmünster                                          |
| Landkreis Rottweil          | Rottweil                | Rotenstein (tlw)             | Abtei Rottenmünster                                          |
| Landkreis Rottweil          | Rottweil                | Rottenmünster                | Abtei Rottenmünster                                          |
| Landkreis Rottweil          | Rottweil                | Zepfenhan                    | Abtei Rottenmünster                                          |
| Landkreis Rottweil          | Sulz am Neckar          | Dürrenmettstetten (tlw)      | Herrschaft Glatt (Stift Muri)                                |
| Landkreis Rottweil          | Sulz am Neckar          | Glatt                        | Herrschaft Glatt (Stift Muri)                                |
| Landkreis Sigmaringen       | Bad Saulgau             | Bierstetten                  | Fürststift Buchau/Abtei Schussenried                         |
| Landkreis Sigmaringen       | Bad Saulgau             | Bondorf                      | Fürststift Buchau/Abtei Schussenried                         |
| Landkreis Sigmaringen       | Bad Saulgau             | Kappel                       | Fürststift Buchau                                            |
| Landkreis Sigmaringen       | Bad Saulgau             | Renhardsweiler               | Fürststift Buchau/Abtei Schussenried                         |
| Landkreis Sigmaringen       | Bad Saulgau             | Saulgau                      | Fürststift Buchau, Amt Saulgau                               |
| Landkreis Sigmaringen       | Bad Saulgau             | Steinenbronn                 | Fürststift Buchau/Abtei Schussenried                         |
| Landkreis Sigmaringen       | Beuron                  | Beuron                       | Kloster Beuron                                               |
| Landkreis Sigmaringen       | Beuron                  | Hausen im Tal                | Obervogteiamt Stetten am kalten Markt (Abtei Salmannsweiler) |
| Landkreis Sigmaringen       | Beuron                  | Neidingen                    | Obervogteiamt Stetten am kalten Markt (Abtei Salmannsweiler) |
| Landkreis Sigmaringen       | Gammertingen            | Bronnen                      | Abtei Zwiefalten                                             |
| Landkreis Sigmaringen       | Gammertingen            | Mariaberg                    | Abtei Zwiefalten                                             |
| Landkreis Sigmaringen       | Herbertingen            | Hundersingen                 | Kloster Heiligkreuztal                                       |
| Landkreis Sigmaringen       | Inzigkofen              | Inzigkofen                   | Stift Inzigkofen                                             |
| Landkreis Sigmaringen       | Mengen                  | Beuren                       | Kloster Heiligkreuztal                                       |
| Landkreis Sigmaringen       | Mengen                  | Mengen                       | Fürststift Buchau, Amt Mengen                                |
| Landkreis Sigmaringen       | Ostrach                 | Einhart                      | Abtei Salmannsweiler, Amt Ostrach                            |
| Landkreis Sigmaringen       | Ostrach                 | Levertsweiler                | Abtei Salmannsweiler, Amt Ostrach                            |
| Landkreis Sigmaringen       | Ostrach                 | Magenbuch                    | Abtei Salmannsweiler, Amt Ostrach                            |
| Landkreis Sigmaringen       | Ostrach                 | Ostrach                      | Abtei Salmannsweiler, Amt Ostrach                            |
| Landkreis Sigmaringen       | Ostrach                 | Bachhaupten                  | Abtei Salmannsweiler, Amt Ostrach                            |
| Landkreis Sigmaringen       | Ostrach                 | Spöck                        | Abtei Salmannsweiler, Amt Ostrach                            |
| Landkreis Sigmaringen       | Ostrach                 | Tafertsweiler                | Abtei Salmannsweiler, Amt Ostrach                            |
| Landkreis Sigmaringen       | Stetten am kalten Markt | Frohnstetten                 | Herrschaft Straßberg (Fürststift Buchau)                     |
| Landkreis Sigmaringen       | Stetten am kalten Markt | Nusplingen                   | Obervogteiamt Stetten am kalten Markt (Abtei Salmannsweiler) |
| Landkreis Sigmaringen       | Stetten am kalten Markt | Oberglashütte                | Obervogteiamt Stetten am kalten Markt (Abtei Salmannsweiler) |
| Landkreis Sigmaringen       | Stetten am kalten Markt | Stetten am kalten Markt      | Obervogteiamt Stetten am kalten Markt (Abtei Salmannsweiler) |
| Landkreis Sigmaringen       | Stetten am kalten Markt | Unterglashütte               | Obervogteiamt Stetten am kalten Markt (Abtei Salmannsweiler) |
| Landkreis Tübingen          | Tübingen                | Ammern                       | Abtei Marchtal                                               |
| Landkreis Tuttlingen        | Aldingen                | Aixheim                      | Abtei Rottenmünster                                          |
| Landkreis Tuttlingen        | Bärenthal               | Bärenthal                    | Kloster Beuron                                               |
| Landkreis Tuttlingen        | Bärenthal               | Ensisheim                    | Kloster Beuron                                               |
| Landkreis Tuttlingen        | Frittlingen             | Frittlingen                  | Abtei Rottenmünster                                          |
| Landkreis Waldshut          | Ühlingen-Birkendorf     | Riedern am Wald              | Stift Kreuzlingen                                            |
| Zollernalbkreis             | Albstadt                | Margrethausen                | Kloster Margrethausen                                        |
| Zollernalbkreis             | Albstadt                | Ochsenberg (tlw)             | Kloster Margrethausen                                        |
| Zollernalbkreis             | Balingen                | Wannental (tlw)              | Kloster Margrethausen                                        |
| Zollernalbkreis             | Straßberg               | Kaiseringen                  | Herrschaft Straßberg (Fürststift Buchau)                     |
| Zollernalbkreis             | Straßberg               | Straßberg                    | Herrschaft Straßberg (Fürststift Buchau)                     |
| Landkreis Augsburg (Bayern) | Allmannshofen           | Holzen                       | Stift Holzen                                                 |
| Fürstentum Liechtenstein    | Gamprin                 | Bendern                      | Abtei Weingarten, Pflege Bendern                             |
| Walgau (Vorarlberg)         | St. Gerold              | St. Gerold                   | Abtei Weingarten, Propstei St. Gerold                        |
| Walgau (Vorarlberg)         | Bludesch                | Bludesch                     | Herrschaft Blumenegg (Abtei Weingarten)                      |
| Walgau (Vorarlberg)         | Ludesch                 | Ludesch                      | Herrschaft Blumenegg (Abtei Weingarten)                      |
| Walgau (Vorarlberg)         | Thüringen               | Thüringen                    | Herrschaft Blumenegg (Abtei Weingarten)                      |
| Walgau (Vorarlberg)         | Thüringerberg           | Thüringerberg                | Herrschaft Blumenegg (Abtei Weingarten)                      |